# Leptochilus cacaloa
Leptochilus cacaloa är en stekelart som beskrevs av Parker 1966. Leptochilus cacaloa ingår i släktet Leptochilus och familjen Eumenidae. Inga underarter finns listade i Catalogue of Life.